# Człowiek z Cold Rock
Człowiek z Cold Rock (ang. The Tall Man) – kanadyjsko-francuski film kryminalny z 2012 roku w reżyserii Pascala Laugiera. Wyprodukowany został przez wytwórnię Image Entertainment. Zdjęcia kręcono w Kolumbii Brytyjskiej.

## Fabuła
W miasteczku Cold Rock w tajemniczych okolicznościach giną dzieci. Mieszkańcy sądzą, że porywa je istota nazywana Wysokim. Pewnego dnia znika syn pielęgniarki Julii Denning (Jessica Biel). Zrozpaczona kobieta rozpoczyna prywatne śledztwo.

## Obsada
- Jessica Biel jako Julia Denning
- Jodelle Ferland jako Jenny Weaver
- Stephen McHattie jako porucznik Dodd
- Jakob Davies jako David Johnson
- William B. Davis jako szeryf Chestnut
- Samantha Ferris jako Tracy